# Федерални универзитет у Реконкаву да Баији
Федерални универзитет у Реконкаву да Баији (порт. Universidade Federal do Recôncavo da Bahia, UFRB) бразилски је универзитет са главним кампусом у општини Круз дас Алмас, у Бахији.
Универзитет има и кампус у Амаргози, Кашоеири, Санту Антонију де Жезусу, Феири де Сантани и Санту Амару.
Основан је 2005. Године 2011, најављен је нови кампус у граду Феира де Сантана, а кренуо је с радом почетком 2013.